# زبابة قزمة
زبابة قزمة (الاسم العلمي: Sorex nanus) (بالإنجليزية: Dwarf Shrew)‏ هي نوع من الثدييات يتبع جنس الزبابة من الفصيلة الزبابات.